# 马赫默德·格来
马赫默德·格来（1465年—1523年），1515年－1523年在位的克里米亚汗。
他是明里·格来之子，他曾在1520年与波兰、立陶宛签约反莫斯科。1521年攻下喀山，由他兄弟沙希布即位，赶走莫斯科派，打败瓦西里三世，死于1523年。